# Robin Yalçın
Robin Yalçın (Deggendorf, Alemania, 25 de enero de 1994) es un futbolista alemán que juega en el Eyüpspor de la Superliga de Turquía.

## Trayectoria
El 9 de febrero de 2014 hizo su debut en la Bundesliga con el primer equipo del VfB Stuttgart en un encuentro contra el F. C. Augsburgo.

## Selección nacional
Jugó con Alemania en el Campeonato Europeo Sub-17 de la UEFA 2011 y la Copa Mundial de Fútbol Sub-17 de 2011.

## Clubes
| Club               | País     | Año       |
| ------------------ | -------- | --------- |
| VfB Stuttgart II   | Alemania | 2013-2014 |
| VfB Stuttgart      | Alemania | 2014-2015 |
| Çaykur Rizespor    | Turquía  | 2015-2019 |
| Yeni Malatyaspor   | Turquía  | 2019-2020 |
| Sivasspor          | Turquía  | 2020-2021 |
| S. C. Paderborn 07 | Alemania | 2021-2022 |
| Sivasspor          | Turquía  | 2022-2023 |
| Eyüpspor           | Turquía  | 2023-     |